# Ossenreyerstraße 2 (Stralsund)
Das Haus mit der postalischen Adresse Ossenreyerstraße 2 ist ein Gebäude in der Ossenreyerstraße in Stralsund, dessen Haustür unter Denkmalschutz steht.

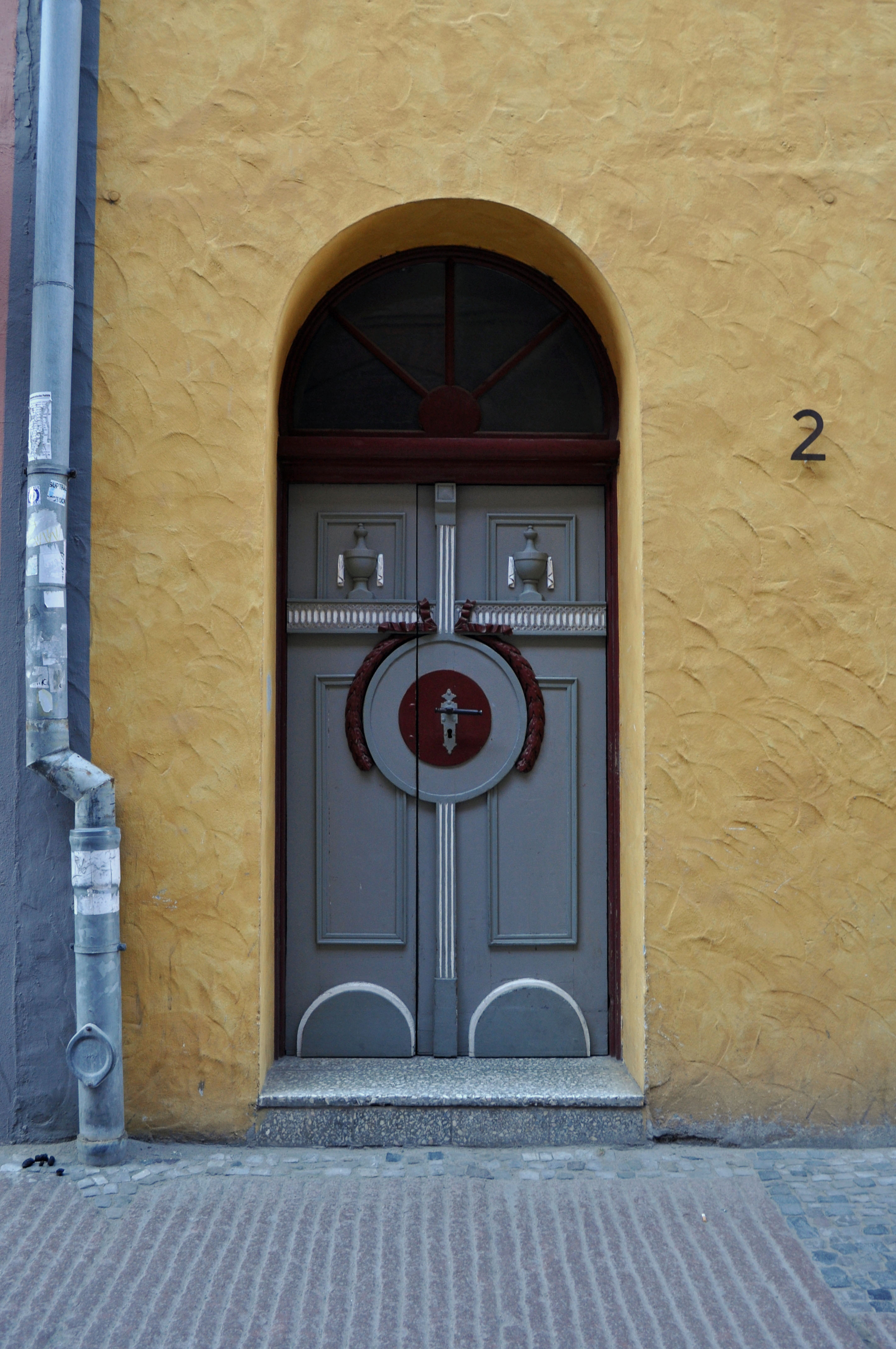
Die Haustür im Haus Ossenreyerstraße 2 Stralsund (2012)

Das dreigeschossige Giebelhaus nahe dem Stralsunder Rathaus wurde in den Jahren 1984 bis 1985 errichtet. Die Haustür ist klassizistisch gestaltet und stammt aus der Zeit um das Jahr 1800. Sie gehörte zum Haus Nr. 50 in der Wasserstraße, das damals bereits abgebrochen war.
Das Haus liegt im Kerngebiet des von der UNESCO als Weltkulturerbe anerkannten Stadtgebietes des Kulturgutes „Historische Altstädte Stralsund und Wismar“. In die Liste der Baudenkmale in Stralsund ist die Haustür des Gebäudes mit der Nummer 816 eingetragen.